# Aeon Point
Aeon Point är en udde i Kiribati.   Den ligger i örådet Kiritimati och ögruppen Linjeöarna, i den västra delen av landet, 3 300 km öster om huvudstaden Tarawa.
Terrängen inåt land är mycket platt. Havet är nära Aeon Point åt nordost.  Det finns inga samhällen i närheten. 